# White Zone
White Zone es un álbum de Hawkwind, lanzado bajo el seudónimo de Psychedelic Warriors por Essential Records, en 1995.
Técnicamente es el decimonoveno álbum de estudio de Hawkwind, aunque se decidió usar un nombre alternativo, metodología que ya había sido adoptada por el grupo en discos anteriores, como "Church of Hawkwind" o "25 Years On".
El disco es casi enteramente instrumental, con un sonido más orientado hacia la experimentación y la música electrónica, algo alejado del rock y con escasas partes de guitarra.

## Lista de canciones
1. "Am I Fooling" (Brock/Davey/Chadwick) - 1:28
2. "Frenzzy" (Brock) - 5:48
3. "Pipe Dreams" (Brock) - 3:38 - from Strange Trips and Pipe Dreams
4. "Heart Attack" (Brock) - 0:54
5. "Time And Space" (Brock/Davey) - 4:04
6. "The White Zone" (Brock) - 7:32 - from Strange Trips and Pipe Dreams
7. "In Search of Shangrila" (Brock) - 5:35
8. "Bay of Bengal" (Brock) - 1:35
9. "Moonbeam" (Chadwick) - 4:08 - from Chalice of the Stars
10. "Window Pane" (Davey) - 5:08
11. "Love in Space" (Davey) - 5:20

## Personal
- Dave Brock: teclados, guitarra
- Alan Davey: bajo, teclados
- Richard Chadwick: batería
- Dave Charles: sampling, OSCI